# Nógrádsáp
Nógrádsáp é um município da Hungria, situado no condado de Nógrád. Tem 15,47 km² de área e sua população em 2015 foi estimada em 811 habitantes.